# Поцелуй кончиков пальцев
Поцелуй кончиков своих пальцев — жест, выражающий восхищение чем-либо, похвалу, одобрение, приветствие. Заключается в поцелуе сложенных в щепотку трёх пальцев, после чего они демонстративно отводятся вверх, посылая в воздух поцелуй. По предположениям исследователей, такой знак существует более 2000 лет. Британский зоолог и этолог Десмонд Моррис писал, что подобные действия были известны в Древней Греции и Древнем Риме в качестве знака почтения по отношению к влиятельному, уважаемому человеку. Также он направлялся в сторону реликвий, религиозных образов (алтари, погребения, статуи и т. д.). «Поцелуй на расстоянии» был известен на Ближнем Востоке в библейские времена. Предполагается, что в современной культуре восходит к религиозным культам, так как среди верующих был распространён жест в виде «поцелуя пальцев», направленного в сторону почитаемых символов, доступ к которым по тем или иным причинам был невозможен, запрещён. Так, в раннем христианстве такой знак почтения был обращён к распятию. Итальянский писатель XVI века Джованни Делла Каза в своём руководстве по хорошим манерам отмечал, что поцелуй с использованием пальцев применялся при проведении торжественных христианских обрядов, проводимых у алтаря. Он адресовался Богу и его атрибутам в церкви. Делла Каза связывал появления обычая в Италии с испанским влиянием. Современные исследователи склонны поддерживать такое мнение, указывая на разработанность испанского дворцового этикета. В Испанию жест мог попасть как заимствование из арабской культуры. В некоторых мусульманских странах (Тунис) поцелуй своих сложенных пальцев сохранился как часть приветствия.
Постепенно жест эволюционировал и распространился за пределы религиозных рамок. В XVII веке он практиковался в упрощённой, светской форме: рука приближалась ко рту, демонстрировался поцелуй, кисть совершала круговое движение и направлялась в сторону того, кому он был адресован. В эпоху Реставрации жест закрепился в качестве приветствия, став частью показного, претенциозного куртуазного ритуала. Джоан Уилдблад (Joahn Wildeblood) и Питер Бринсон (Peter Brinson) в книге «The Polite World» (1965) описали подобное поведение как «смешной обычай, как отвратительную практику саму по себе, как неразборчивое употребление жеста во всех случаях жизни, особенно изобильно используемого в сопровождении титулов и пустых слов». Судя по книгам по этикету, с XVIII века жест перестаёт применяться в качестве самостоятельного, став частью изысканного строго регламентированного светского поведения.
В современную эпоху, в отличие от других видов поцелуев, жест адресован не к какому-то конкретному лицу, наоборот, он передаёт информацию о предмете. В большинстве своём он стал мужским знаком одобрения, например, он направляется в сторону красивой девушки. Таким образом он неоднократно представлен в литературе. «— Charmante! [Очаровательна!] — сказал он, поцеловав кончики своих пальцев», — похвалил Наташу Ростову хозяин великосветского бала на Английской набережной в Санкт-Петербурге в романе Льва Толстого «Война и мир». Моррис отнёс жест к «альтернативным», то есть одним из множества передающих восхищение красотой, в частности, приглянувшейся женщиной. Он описал подобное поведение следующим образом: «Губы касаются кончиков пальцев. Мужчина целует кончики сложенных щепоткой пальцев, после чего разводит их в стороны и пересылает поцелуй девушке. Разумеется, данный знак может символизировать и обычное приветствие, и похвалу, но часто мужчина воспроизводит его, когда за ним следит собеседник, а девушка знака не видит. Таким образом, знак обращён к девушке, но подают его другу».
Также жест закрепился в качестве выражения восхищения чем-либо, похвалы, одобрения чего-либо привлекательного, вкусного. Английский писатель Питер Мейл в книге «Год в Провансе» приводил описание поведения хозяина французского ресторана, который при помощи жеста темпераментно давал оценку блюдам своего заведения: «…он исполнял это за каждым столом, целуя кончики пальцев так часто, что, должно быть, на его губах появился волдырь». Во Франции, Нидерландах, Бельгии, Германии, большей части Турции и Греции поцелуй выражает высокую степень одобрения. В центральной Италии он применяется для изображения похвалы и приветствия, а на Мальте, Сицилии и Сардинии — только для приветствия.